# ОК Грачац
Одбојкашки клуб Грачац је одбојкашки клуб из Грачаца, општина Врњачка Бања. Тренутно се такмичи у Међурегионалној лиги Краљево. 
Основан је почетком 1948. године у периоду велике експанзије спорта у тадашњој, послератној Југославији. Прве утакмице клуб је одиграо на отвореном терену основне школе Бранко Радичевић у Грачацу, а данас за своје потребе користи салу поменуте школе. Од оснивања клуба, па до данас, окосницу тима углавном чине млади из Грачца, изузев у неколико сезона, када је ОК Грачац био филијала краљевачке Рибнице. 
Највиши домети клуба су играње српске лиге, у више наврата седамдесетих и осамдесетих година, а новију историју клуба чини сезона 2007/08. када се у Грачацу играла Прва Б савезна лига. Годину раније, ОК Грачац је освојио трофеј намењен победнику регионалног купа. 
Традиционално, 28. августа, када село Грачац прославља свој дан, одбојкашки клуб игра пријатељске и егзибиционе мечеве, а једно од звучнијих имена које неретко „спарингује“ са Грачацом је краљевачка Рибница, која је већ дуги низ година стандардни члан српске одбојкашке елите, Суперлиге. Наравно, сарадња двеју управа клубова постоји већ дуги низ година, а огледа се кроз материјалне помоћи, уступања играчког кадра, односно трансфера одбојкаша у једном и у другом смеру, саветодавне седнице и сл.